# كارل ماكس شنايدر
كارل ماكس شنايدر (بالألمانية: Karl Max Schneider)‏ هو بروفيسور ألماني، ولد في 13 مارس 1887 في ليشتنشتاين في ألمانيا، وتوفي في 26 أكتوبر 1955 في لايبزيغ في ألمانيا.